# زيوية (نمة شير)
زیویة (بالفارسية: زیویه) هي قرية تقع في إيران في قسم نمة شیر الريفي. يقدر عدد سكانها بـ 518 نسمة بحسب إحصاء 2016.